# 奥田良三 (歌手)
奥田 良三（おくだ りょうぞう、1903年6月12日 - 1993年1月27日）は、日本のテノール歌手。

## 経歴
1903年（明治36年）6月12日に北海道札幌区（現・札幌市）で生まれる。後に陸上選手となる南部忠平は幼稚園からの幼なじみ。北海道庁立札幌第一中学校3年修了時に上京。同郷の先輩である梁田貞の世話により、成城中学校と東京音楽学校分教場夜間部に入り、また村井満寿から個人レッスンを受ける。1922年（大正11年）に東京音楽学校に入学するが、翌1923年の関東大震災により国内での勉学を断念し、同校を中退。その後渡欧して、ローマのサンタ・チェチーリア国立アカデミア、ベルリン音楽大学で声楽を学ぶ。帰国後、1934年（昭和9年）ポリドールレコードから映画『狂乱のモンテカルロ』主題歌「モンテ・カルロの一夜」「これぞマドロスの恋」や、映画『会議は踊る』主題歌「命かけて只一度」を吹き込む。国民歌謡の始まりと共に、「夜明けの唄」や「防人のうた」などをヒットさせている。その後も戦時歌謡中心に「愛国行進曲」、「戦陣訓の歌」、「空の勇士」、「紀元二千六百年」、「出せ一億の底力」などを吹き込む。「樺太の歌」や「軍艦行進曲」の録音も残されている。
戦後は、淡谷のり子や藤山一郎、渡辺はま子らが受賞するなど大物戦前歌手が選ばれていたレコード大賞特別賞を受賞。高齢ながら往時と変わらぬ歌声を会場で披露し会場は響めきに包まれた。

また昭和音楽大学の初代学長を務める。90歳の誕生日にシューベルトの「美しき水車小屋の娘」を歌い引退する予定だったが、1993年（平成5年）1月27日、心不全により89歳で死去。

## 略歴
- 1924年、東京音楽学校（現・東京藝術大学）中退。
- 1929年、ローマのサンタ・チェチーリア国立アカデミア卒。
- 1932年、ウィーンで開催の第1回国際音楽コンクールで銀賞受賞。（金賞受賞者なし）
- 1933年、ベルリン音楽大学卒。
- お茶の水女子大学、横浜国立大学などの教授を歴任。
- 1971年、神奈川文化賞受賞。
- 1973年、勲三等瑞宝章受章。
- 1980年、昭和音楽大学学長、東京声専音楽学校校長、日伊音楽協会会長に就任。
- 1985年、イタリア文化勲章受章。
- 1992年、市川東学院 三愛幼稚園園長。
- 89歳までステージに立った[16]。
- 業績を記念する奥田良三賞基金が設立される。